# Storörad klätterråtta
Storörad klätterråtta (Ototylomys phyllotis) är en gnagare som förekommer i Centralamerika. Den tillhör familjen hamsterartade gnagare och var fram till 2017 den enda arten i sitt släkte. Året 2017 tillkom Ototylomys chiapensis som art.

## Beskrivning
Individerna når en kroppslängd mellan 10 och 19 cm och därtill kommer en ungefär lika lång svans. Vikten varierar mellan 63 och 120 gram. Den långa mjuka pälsen har på ovansidan en gråbrun färg, undersidan och extremiteternas insida är ljusgrå till vit. Svansen är bara glest täckt med hår och öronen är nästan nakna.
Utbredningsområdet sträcker sig från Mexiko (delstaten Guerrero och Yucatánhalvön) till Costa Rica. Storörat klätterråtta föredrar tropiska regnskogar på klippiga bergstrakter upp till 1 900 meter över havet med förekommer även i andra habitat.
Denna gnagare är aktiv på natten och letar främst på träd efter föda, den vistas ibland på marken. Födan utgörs huvudsakligen av frukter, frön och blad.
Honor kan para sig hela året. Embryon vilar ibland före den egentliga dräktigheten som varar i 50 till 70 dagar. Per kull föds en till fyra ungar som är mycket bra utvecklade. De börjar redan efter 11 dagar med fast föda och blir könsmogna efter 29 dagar.
Arten är inte sällsynt och förekommer i några skyddsområden. Därför listas storörad klätterråtta av IUCN som livskraftig (LC).
Släktet centralamerikanska klätterråttor anses vara artens systertaxon. Tillsammans ingår de i underfamiljen Tylomyinae. Det vetenskapliga namnet för släktet är sammansatt av de grekiska orden otus (öra), tylos (knöl) och –mus (mus). Det syftar på artens stora öron och djurets utseende som påminner om en mus eller råtta.